# 처자적비밀
《처자적비밀》(妻子的秘密)은 2014년 방송되었던 중국의 드라마이다.

## 소개
- 두 대기업의 상속자들이자 결혼까지 앞둔 연인에게 화재라는 큰 사건을 계기로 두 집안 사이에서 일어나는 사랑과 음모, 배신 등을 그린 드라마

## 등장 인물
- 류카이웨이 - 리밍랑 역
- 자오리잉 - 강바이허 역
- 정자준 (丁子峻) - 리티엔 역
- 관지빈 (Kenny Kwan) - 닝이쉬엔 역
- 왕익비 (王翊菲) - 윈둬 역
- 왕지 (王智) - 닝시아 역
- 양성성 (杨诚诚) - 린차오차오 역